# 추안 릭파이
추안 릭파이(태국어: ชวน หลีกภัย 추안 릭파이[*], 1938년 7월 28일 ~ )는 법조인 출신의 태국 외교관 겸 정치인이다.

## 이력

### 출생과 성장
태국 라타나코신 지방 뜨랑 주 무에앙 트랑에서 출생하였고 지난날 한때 아유타야 주 아유타야에서 잠시 유아기를 보낸 적이 있는 그는 1943년 그의 나이 5세 때 직계 일가족과 함께 태국 수도 방콕에 이주하여 이후 방콕에서 성장하였다.

### 태국 정치 분야 입문
1970년 태국 정치 분야 입문하여 현재에 이르고 있으며 특히 1971년 크메르 공화국을 예방(禮訪)하여 론 놀(Lon Nol) 당시 크메르 공화국 국가원수와 쳉 헹(Cheng Heng) 당시 크메르 공화국 국가부원수 권한대행의 공동 영접을 받기도 하였다.
그 훗날 태국 부총리 직을 한 차례 지냈고 후일에는 태국 총리 직을 두 차례 지냈다.

## 같이 보기
- 쁠랙 피분송크람
- 쁘렘 띤나술라논
- 카테셉사와스디 박디쿨